# Morris Hillquit

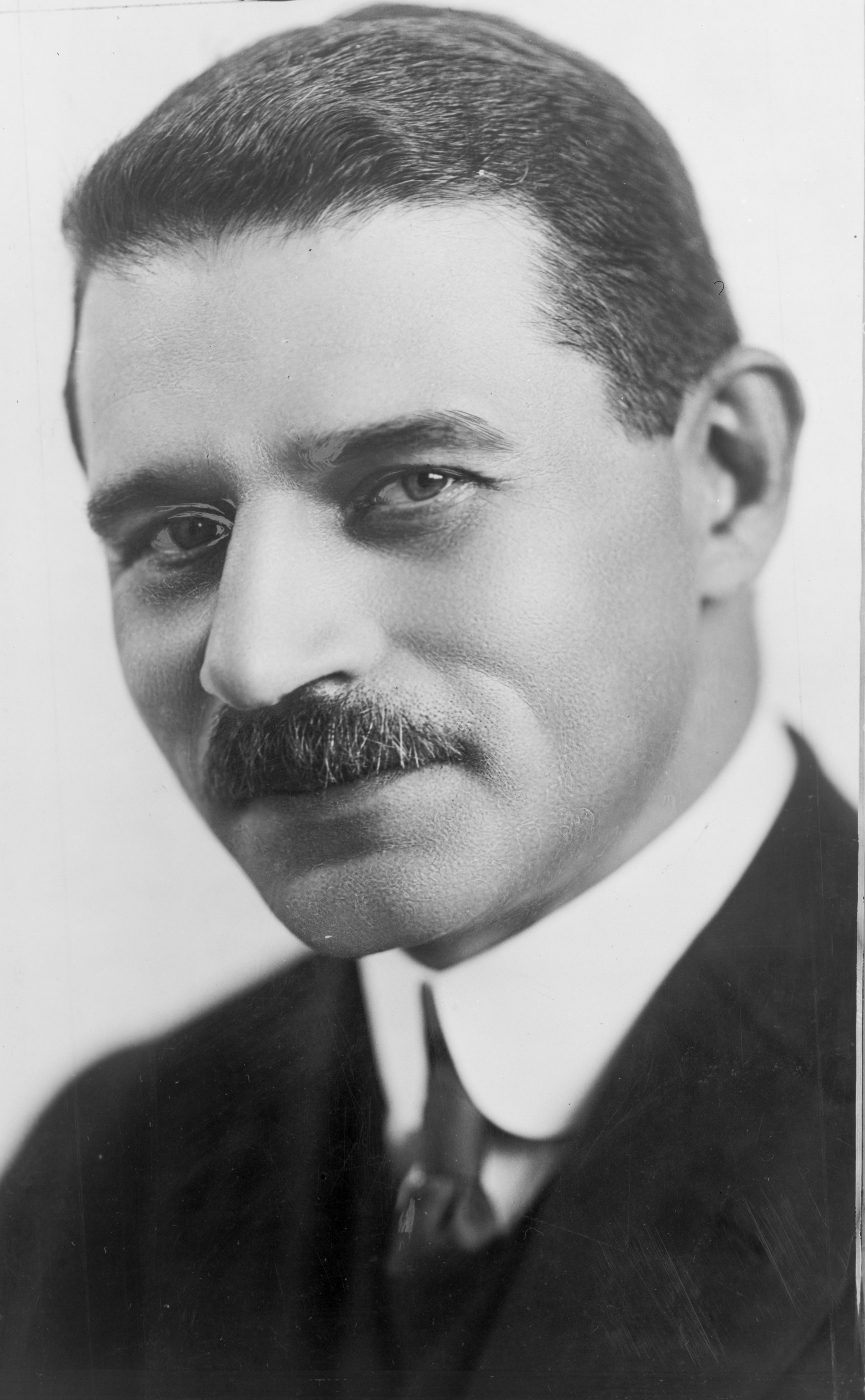
Retrato de Morris Hillquit.

Morris Hillquit (Riga, 1869-Nueva York, 1933) fue un abogado y activista político estadounidense, de ideología socialista.

## Biografía
Nacido en 1869 en el Imperio ruso, en la ciudad letona de Riga, emigró en 1886 a los Estados Unidos. Hacia 1887 ingresó en el Partido Socialista Laborista de América, para años más tarde, en 1901, pasar a hacerlo en el recién fundado Partido Socialista de América, del que sería una de sus principales figuras, junto a Eugene V. Debs. Fue uno de los cuatro candidatos a la alcaldía de Nueva York en las elecciones de 1917. Falleció en Nueva York el 8 de octubre de 1933.
De origen judío, rechazaba sin embargo la práctica de la religión y se consideraba agnóstico. Hillquit, descrito como pacifista, fue autor de obras como History of Socialism in the United States (Funk & Wagnalls Company, 1903), Socialism in Theory and Practice (The Macmillan Company, 1909), From Marx to Lenin (The Hanford Press, 1921) o Loose Leaves from a Busy Life (The Macmillan Company, 1934), entre otras.